# Dzielny pies Rusty
Dzielny pies Rusty lub Nigdy nie zadzieraj z Rustym (ang. Rusty: A Dog’s Tale lub Rusty: The Great Rescue, 1998) – amerykański film familijny opisujący przygody psa o imieniu Rusty.
Film jest emitowany w Polsce w telewizji Jetix/Disney XD. Wcześniej emitowany był w telewizji Jetix Play.

## Opis fabuły
Dwa dorosłe psy rasy Beagle są uszczęśliwione, gdy na świat przychodzi im szczeniaczek, Rusty. Już od pierwszych dni swojego życia Rusty okazuje się być rezolutny i dziarski. Gdy Rusty kończy cztery lata, dowiaduje się, że będzie mieć rodzeństwo – wkrótce rodzi się pięć małych piesków. Małe Beagle mieszkają na farmie dwójki starszych ludzi – babci i dziadka, którzy opiekują się dwójką rodzeństwa, którym rodzice zginęli w wypadku samochodowym. Dziadkowie coraz bardziej się smucą, gdy przyjeżdża do nich dwójka dalekich kuzynów, którzy domagają się pieniędzy. Babcia i dziadek są na nich wściekli – od zjedzenia tortu na urodziny wnuków, do szantażu w postaci sprzedania farmy, ponieważ kuzyni są prawowitymi właścicielami ziemi. Ku rozpaczy rodzeństwa, dziadkowie są zmuszeni sprzedać małe szczeniaczki. Zamieszczają ogłoszenie w gazecie, i wkrótce ma pojawić się pierwszy klient. Klient, bogaty biznesmen, niespodziewanie, gubiąc się w mieście, spotyka kuzynów, i prosi ich o wskazówkę, gdzie jest. Mówi im o szczeniakach. Biznesmen nie zauważa, że kuzyni go okradają. Oni tymczasem jadą na farmę, i po kryjomu kradną szczeniaki. Kuzynka w samochodzie zauważa, że jeden Beagle jest mały i markotny. Kuzynka podejrzewa u niego chorobę, i zakłada, że nikt go nie kupi. Wyrzucają go więc w paskudny sposób z worka, i jadąc samochodem, wyrzucają szczeniątko przez okno, zostawiając je same w gąszczu puszczy. Tymczasem rodzeństwo wraz z kolegą zauważa brak szczeniaczków, i razem z Rustym, jego rodzicami i dziadkami oraz wszystkimi zwierzakami wyruszają na poszukiwania. Tu zaczyna się przygoda. Szczeniaczki zostają jednak uratowane przez Rusty’ego i zwierzęta, a kuzyni aresztowani. Dziadkowie znowu zostają spadkobiercami majątku, który ukrywali przed nimi kuzyni. Szczeniaczki nie są na sprzedaż. 

## Bohaterowie
- Rusty – główny bohater. Pies rasy Beagle. Umie mówić, ale wiedzą o tym tylko zwierzęta.
- Szczeniaczki – młodsze rodzeństwo Rusty'ego
- Mama – suczka rasy Beagle.
- Tata – pies rasy Beagle.
- Dziadkowie Jory i Tess – dziadkowie rodzeństwa.
- Rodzeństwo
- Kolega – czarnoskóry kolega rodzeństwa.
- Szeryf Wilson – tata kolegi rodzeństwa.
- Kuzyni Bart i Bertha .

## Obsada
- Rodney Dangerfield – Bandyta Królik
- Hal Holbrook – Boyd Callahan
- Rue McClanahan – Edna Callahan
- Laraine Newman – Bertha Bimini
- Ken Kercheval – Carl Winthrope
- Charles Fleischer – Bart Bimini
- Lucille M. Oliver – Wanda
- Blake Foster – Jory
- Chad Einbinder – (głos)
- Danielle Keaton – Tess
- Steve Kramer – (głos)
- Beau Billingslea – Szeryf Wilson
- Damara Reilly – Dama kot
- Michael J. Pagan – Dylan Wilson
- Jane Singer –
  - Słoń Ellie (głos),
  - Gołąb Koo (głos)
- Bob Goldthwait – Żółw Jet (głos)
- Doug E. Doug – Żółw Turbo (głos)
- Suzanne Somers – Pies Malley (głos)
- Patrick Duffy – Pies Cap (głos)
- Matthew Lawrence – Pies Rusty (głos)
- Vincent Schiavelli – Szef Carneya
- Charles Adler – Wąż agent (głos)
- Mary Kay Bergman – Kaczka Myrtle (głos)
- Jimmy Cummings – Inne głosy
- Jennifer Darling – Pani Cluck (głos)
- Melissa Disney – Kot Boo (głos)
- Nick Jameson – Szop Ratchet (głos)
- Wendee Lee – Dodatkowe głosy
- Julie Maddalena – Dodatkowe głosy
- James Mathers – Mężczyzna na karnawale
- Brianne Siddall – Dodatkowe głosy
- Michael Sorich – Dodatkowe głosy
- Lisa Varga – Matka z dzieckiem
- Frank Welker – Szef kaczki (głos)

## Wersja polska
Opracowanie i udźwiękowienie wersji polskiej: na zlecenie Jetix – Studio Eurocom

Reżyseria: Dorota Prus-Małecka

Dialogi: Berenika Wyrobek

Dźwięk i montaż: Jacek Kacperek

Kierownictwo produkcji: Marzena Wiśniewska

Udział wzięli:
- Anna Sroka – Bertha Bimini
- Agnieszka Kunikowska – Pies Malley
- Cynthia Kaszyńska
- Alina Więckiewicz
- Agnieszka Fajlhauer – Kot Boo
- Jolanta Wołłejko – Edna Callahan
- Cynthia Kuźniak
- Jarosław Boberek – Bart Bimini
- Andrzej Gawroński – Boyd Callahan
- Cezary Kwieciński – Żółw Jet
- Jan Aleksandrowicz
- Dariusz Odija – Szeryf Wilson
- Janusz Wituch – Pies Cap
- Leszek Zduń – Rusty
- Wojciech Machnicki –
  - Żółw Turbo,
  - Koza
- Krzysztof Zakrzewski
- Dorota Kawęcka
- Łukasz Margas – Jory
- Grzegorz Drojewski – Dylan Wilson

Tekst piosenki: Andrzej Gmitrzuk

Śpiewali: Anna Sroka, Jarosław Boberek i Marta Smok

Kierownictwo muzyczne: Piotr Gogol